# 东方拟捻螺
东方拟捻螺（学名：Acteocina orientalis）为拟捻螺科拟捻螺属的动物。其种加词“orientalis”意为“东方的”。
在中国大陆，分布于浙江等地，属于温带性种类。其常生活于潮间带低潮线泥砂质底。